# Oasi naturale di Guardiaregia
L'oasi naturale di Guardiaregia, in origine riserva naturale regionale di Guardiaregia-Campochiaro, è un'area naturale protetta, istituita nel 1996 nel territorio molisano del Matese, in contrada Mencaro, nel comune di Guardiaregia, in provincia di Campobasso. Occupa una superficie di 3135 ha e confina con il parco nazionale del Matese. La gestione è stabilita da una convenzione tra il WWF Italia e i comuni di Guardiaregia e Campochiaro.

## Storia
L'area protetta venne istituita nel 1996 e occupava una superficie di 2187 ha, poi estesa a 3135 ha.